# Krystyna Kleczkowska
Krystyna Kleczkowska (ur. 1927, zm. 16 czerwca 2009) – polska pisarka i dziennikarka, żona prof. Antoniego Kleczkowskiego. 
Absolwentka historii sztuki na Uniwersytecie Jagiellońskim. W latach 1958–1980 publikowała w Dzienniku Polskim a w latach 1998-2004 w Gazecie Krakowskiej (prowadziła rubrykę Piórkiem i szminką). Publikowała również w Życiu Literackim, Tygodniku Powszechnym, Przyjaciółce, Przekroju, Zwieciadle, Słowie Powszchnym. Tworzyła również słuchowiska radiowe. Należała do grupy literackiej "Muszyna", którą kierował Jerzy Harasymowicz oraz do Związku Literatów Polskich (od 1961). 
Pochowana w alei zasłużonych krakowskiego cmentarza Rakowickiego (kwatera LXIX pas B-1-2). 

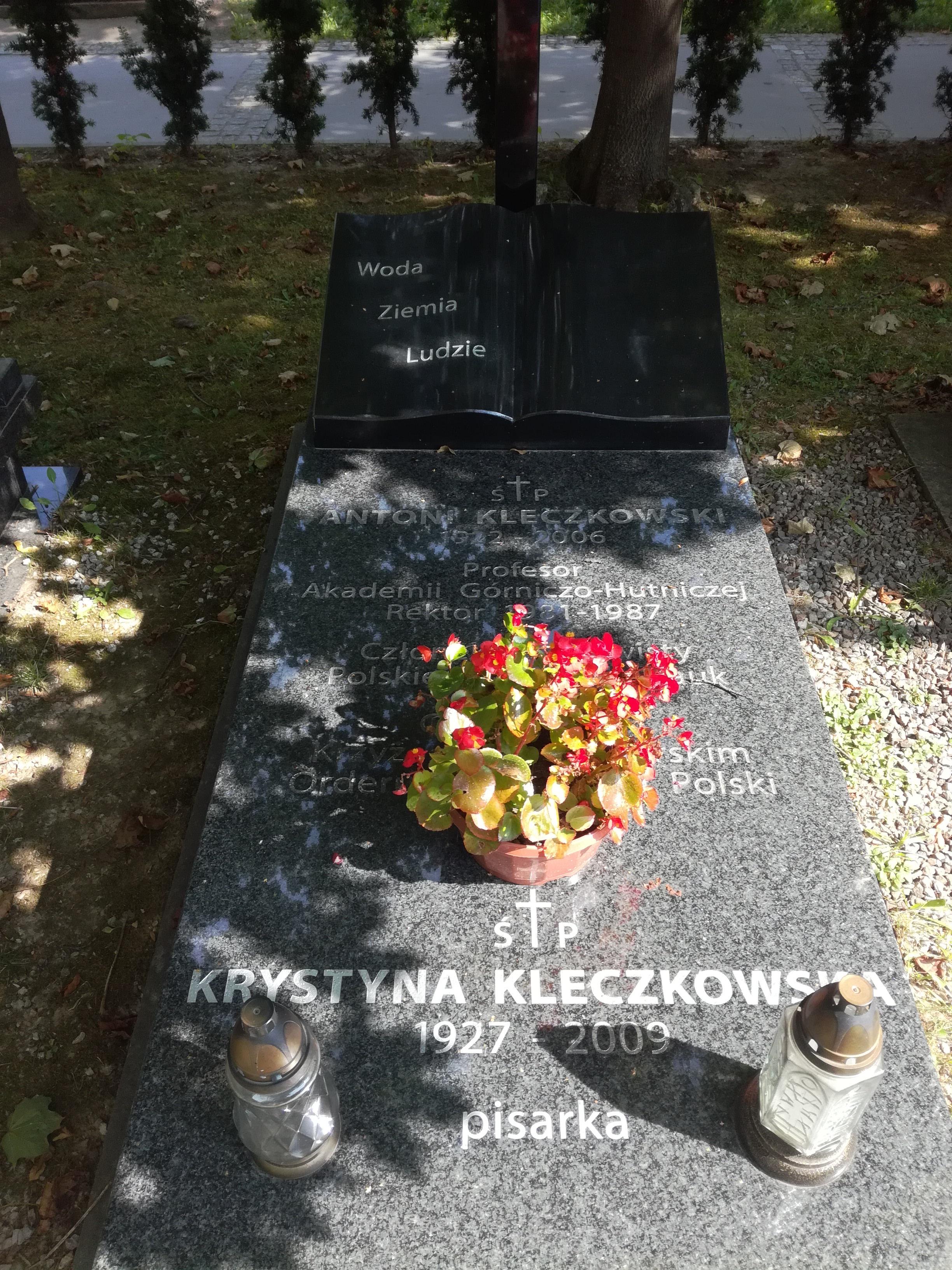
Grób prof. Antoniego i Krystyny Kleczkowskich na cmentarzu Rakowickim

## Wybrane publikacje
- Jutro nie będę tajemnicą (opowiadania) 1959.
- Cztery ścian świata (opowiadania), 1964.
- Mały partyzant (opowiadanie), 1967, 1969.
- Odwiedziny przedwczoraj (powieść) 1968.
- Bilety do Rio (opowiadanie) 1993.
- Bugatti w kolorze żółtym (powieść) 1997.
- Valparaiso (opowiadania) 2008.